# Каламкарасуський сільський округ
Каламкарасу́ський сільський округ (каз. Қаламқарасу ауылдық округі, рос. Каламкарасуский сельский округ) — адміністративна одиниця у складі Джангельдинського району Костанайської області Казахстану. Адміністративний центр — село Каламкарасу.
Населення — 427 осіб (2021; 636 у 2009, 836 у 1999, 1007 у 1989).
Станом на 1989 рік існували Каламкарасуська сільська рада (села Жанакурилис, Калам-Карасу, Шубалан). Село Жанакурилис було ліквідоване 2007 року.

## Склад
До складу адміністрації входять такі населені пункти:
| Населений пункт   | Старі назви  | Населення, осіб (1989) | Населення, осіб (1999) | Населення, осіб (2009) | Населення, осіб (2021) |
| ----------------- | ------------ | ---------------------- | ---------------------- | ---------------------- | ---------------------- |
| Жанакурилис, село | -            | 135                    | 101                    | -                      | -                      |
| Каламкарасу, село | Калам-Карасу | 556                    | 436                    | 402                    | 292                    |
| Шубалан, село     | -            | 317                    | 299                    | 234                    | 135                    |